# Podzamcze (Busk)
Podzamcze (ukr. Підзамче) – dawna wieś, obecnie część miasta Busk na Ukrainie, w obwodzie lwowskim. Rozpościera się wzdłuż ulicy Podzamcze, na zachód od centrum miasta, nad Bugiem.

## Historia
Dawniej Podzamcze stanowiło przedmieście, folwark, browar i cegielnię, a także gminę jednostkową w  powiecie kamioneckim. W II RP, już w granicach Buska, przynależało do woj. tarnopolskiego i powiatu kamioneckiego.